# ТЕС Чапай-Навабгандж
24°37′56″ пн. ш. 88°24′6″ сх. д. / 24.63222° пн. ш. 88.40167° сх. д.
ТЕС Чапай-Навабгандж – теплова електростанція на заході Бангладеш, яка належить державній компанії Bangladesh Power Development Board (BPDB). 
У певний момент для покриття зростаючого попиту на електроенергію в Бангладеш почали широко використовувати практику оренди генеруючих потужностей – державна BPDB укладала угоди із приватними компаніями, які розміщували на наданих майданчиках генеруючі установки на основі двигунів внутрішнього згоряння, котрі могли бути швидко змонтовані, а в майбутньому демобілізовані. Зокрема, в 2012-му в районі Навабгандж стали до роботи 7 установок від японської компанії Niigata потужністю по 7,8 МВт, надані компанією Sinha Power. За договором з BPDB, цей майданчик має гарантувати поставку 50 МВт. 
А у 2017-му BPDB запустила власні потужності, які складаються із 12 установок від фінської Wartsila потужністю по 8,9 МВт (ця черга має номінальну потужність у 100 МВт).
Як паливо станція використовує нафтопродукти. 
Видача продукції відбувається по ЛЕП, розрахованій на роботу під напругою 132 кВ.